# Mykola Vіtalіjovyč Lysenko
Mykola Vіtalіjovyč Lysenko (in ucraino Микола Віталійович Лисенко?) (Hrynky, 22 marzo 1842 – Kiev, 6 novembre 1912) è stato un compositore, pianista e direttore d'orchestra ucraino, considerato il padre della musica ucraina, e, in modo significativo, etno-musicologo della sua terra.

## Biografia
Nato nel Governatorato di Poltava, apprese sin da piccolo i primi rudimenti della musica sul pianoforte, grazie a sua madre. Ciò che lo conquistò subito, e che sarebbe stato l'interesse dominante della sua vita di musicista, furono le canzoni tradizionali dei contadini ucraini e le poesie di Taras Ševčenko. Nel 1861, quando la salma di quest'ultimo fu trasferita da San Pietroburgo in Ucraina, Lysenko fu uno di coloro che trasportarono il feretro a spalla.
Lysenko studiò biologia all'università di Charkiv e si laureò nel 1875, ma tutto il suo tempo libero lo dedicò alla musica. Grazie ad una borsa di studio donatagli dalla "Società musicale russa" poté seguire i corsi di musica del Conservatorio di Lipsia. In quel periodo comprese l'importanza di raccogliere, sviluppare e creare la Musica ucraina, piuttosto che copiare le opere dei compositori classici occidentali.
Tornato in Ucraina, si stabilì a Kiev e iniziò a comporre opere d'ispirazione strettamente locale. Questa impostazione non fu gradita dalla "Società musicale imperiale russa" che, invece, si adoperava per promuovere anche in Ucraina una cultura della "Grande Russia". In questo modo le relazioni con Lysenko si deteriorarono ed egli non compose più una sola opera in lingua russa, anzi arrivò a non autorizzare traduzioni in russo di nessuno dei suoi lavori.

Durante la sua permanenza a Kiev continuò a dedicarsi alla classificazione e raccolta di canti e temi musicali ucraini che pubblicò in sette volumi. La sua fonte principale restarono le canzoni del kobzar Ostap Veresaj. (In omaggio a quest'ultimo Lysenko  diede a suo figlio il nome di Ostap).
Complessivamente, Lysenko catalogò circa 500 canti tradizionali.
Verso la metà degli anni '80, al fine di migliorare la sua tecnica compositiva Lysenko si recò a San Pietroburgo e prese a lavorare con Rimskij-Korsakov, ma la sua impostazione nazionalista e il suo disdegno per l'autocrazia russa frenarono sia i suoi studi che, in generale, la sua carriera. Sostenne la rivoluzione del 1905 e per questo conobbe il carcere, sebbene per breve tempo.
Nel 1908 fondò il "Club ucraino", un'associazione di personaggi pubblici che aveva sede a Kiev e annoverava fra i suoi membri lo scrittore Ivan Nečuj-Levyc'kyj e la poetessa Lesja Ukraïnka. Inoltre, vi furono stretti rapporti con Ivan Franko.
Per i libretti delle sue opere liriche Lysenko insistette nell'impiego di quelli in lingua ucraina e, quando Čajkovskij, impressionato dal suo Taras Bulba, si adoperò per rappresentare l'opera a Mosca, l'intransigenza di Lysenko impedì l'attuazione del progetto, non autorizzando che l'opera stessa fosse cantata in russo.
Negli ultimi anni Lysenko raccolse denaro per fondare una Scuola di musica ucraina. Vi riuscì e la inaugurò nel 1904 dirigendola sino al 1912, anno della sua morte. La direzione della Scuola fu assunta allora da sua figlia Marianna, che la tenne sino al 1918.

## Opere

### Opere liriche
- Čornomorci
- La notte di Natale (da Gogol')
- La notte di Maggio (da Gogol')
- La primavera e l'inverno
- Taras Bulba (da Gogol')
- Sapfo
- Kosa-dereza (per ragazzi)
- Pan Koc'kyj (per ragazzi)

### Opere per pianoforte
Numerose composizioni, fra cui una Sonata e due Rapsodie.

### Musica vocale
I primi lavori di musica vocale di Lysenko furono arrangiamenti di canti popolari e composizioni su testi poetici di Ševčenko. In seguito mise in musica le opere di altri poeti ucraini, così come poesie di autori tedeschi tradotte da lui stesso in lingua ucraina.
Compose inoltre diversi brani per coro, due Cantate e melodie varie.

### Scritti
È di Lysenko un ampio "Trattato teorico" sulla musica ucraina.

## Musicologia
Lysenko realizzò i primi studi di "etno-musicologia" dei kobzar, i cantori itineranti suonatori di kobza, in particolare del kozbar Ostap Veresaj, che pubblicò poi nel 1873. Nei suoi studi Lysenko dimostra come il contenuto melodico ucraino differisca sostanzialmente da quello russo, in particolare a causa della concezione e dell'impiego del movimento cromatico.
Queste osservazioni furono censurate nelle riedizioni dei suoi lavori in Unione sovietica.
Lysenko studiò e trascrisse il repertorio di altri kozbar appartenenti ad altre regioni dell'Ucraina, come Pavlo Bratytsia di Černihiv e Opanos Slastion di Poltava.
Approfondì anche i suoi studi sugli strumenti musicali della tradizione ucraina, quali il torban. Tali approfondimenti fanno di Lysenko un precursore dell'organologia ucraina.